# 斯維里德
49°54′14″N 26°52′36″E / 49.90389°N 26.87667°E
斯維里德（羅馬化：Svyrydy）是烏克蘭西部的村莊，隸屬赫梅利尼茨基州的舍佩蒂夫卡區。該村面積0.93平方公里，海拔高度285米，2001年人口254，人口密度每平方公里272.5人。